# Escudo de Argensola

Representación del escudo de armas municipal de Argensola.

El escudo de armas de Argensola es un símbolo del municipio español de Argensola (oficialmente Argençola) y se describe, según la terminología precisa de la heráldica, por el siguiente blasón:

«Escudo embaldosado: de gules, 3 piñas de oro. Al timbre, una corona de marqués.»

## Diseño
La composición está formada sobre un fondo en forma de cuadrado apoyado sobre una de sus aristas (escudo de ciudad o embaldosado) según la configuración difundida en Cataluña, y otros lugares de la antigua Corona de Aragón, al haber sido adoptada por la administración en sus especificaciones para el diseño oficial, de color rojo vivo (gules), y distribuidas sobre el fondo, tres piñas de color amarillo vivo (oro), estás están dispuestas en la posición habitual para representar tres figuras, que es la llamada "bien ordenada", habiendo dos piñas arriba y una abajo.
El escudo está acompañado en la parte superior de un timbre en forma de corona de marqués, ya que el municipio fue el centro de un marquesado.

## Historia
Este blasón fue aprobado el 17 de enero de 1997 y publicado en el DOGC n.º 2.334 de 19 de febrero del mismo año.

Escudo de Armas de los Argensola, antiguos señores jurisdiccionales del municipio de Argensola.

Se trata de armas arqueológicas de vasalleje. El escudo de gules con tres piñas de oro son las armas tradicionales de los Argensola, señores del pueblo. La corona hace referencia al marquesado de Argensola, obtenido en 1702 por Jeroni de Rocabertí Argençola, tal como especifica el Reglamento de los símbolos de las entidades locales de Cataluña que dice que tiene que llevar la corona correspondiente al título que ostentó el lugar.